# Saint-Quentin-Fallavier
Saint-Quentin-Fallavier és un municipi francès del departament de la Isèra, a la regió d'Alvèrnia-Roine-Alps.

## Geografia
Saint-Quentin-Fallavier està situat a l'Isère, al límit del departament de Rhône, sobre l'eix A43, Lió/Grenoble/Chambéry. A 24 km de Lyon i a 80 de Grenoble. La ciutat està a uns turons, dels prealps. L'aeroport de Lió–Saint-Exupéry està a 15 km.
Forma part del cantó de La Verpillière, al districte de La Tour-du-Pin. Està a la Comunitat d'aglomeració de Porte de l'Isère.
El seu codi postal és el 38070.
La seva situació geogràfica és a 45° 37′ 58″ Nord i 5° 06′ 40″ Est. La seva altitud sobre el nivell del mar està entre 206 i 365 metres. Té una superfície de 22,83 km².
El 2007 tenia 6.022 habitants.

## Història
El lloc de Fallavier fou ocupat des de la prehistòria. S'hi descobrí una necròpoli gal·loromana i una obra hidràulica del segle ii.
Ja al segle xiii hi existia un primer castells, que els comtes de Savoia engrandiren i reforçaren el 1250. A la fi del conflicte fronterer entre la Savoia i el Delfinat, el castell fou lentament abandonat en profit de la mansió forta de les Allinges.
A partir del segle xix s'explotaren mines de ferro.
Per un decret presidencial del juliol de 1885, Fallavier s'afegí a Saint-quentin i van formar una única comuna, Saint-Quentin-Fallavier.

## Demografia
1801 - 1.158 habitants / 1962 - 1.483 habs / 1975 - 4.069 habs / 1990 - 4.977 habs / 1999 - 5.841 habs / 2007 - 6.022 habs.

## Llocs i Monuments

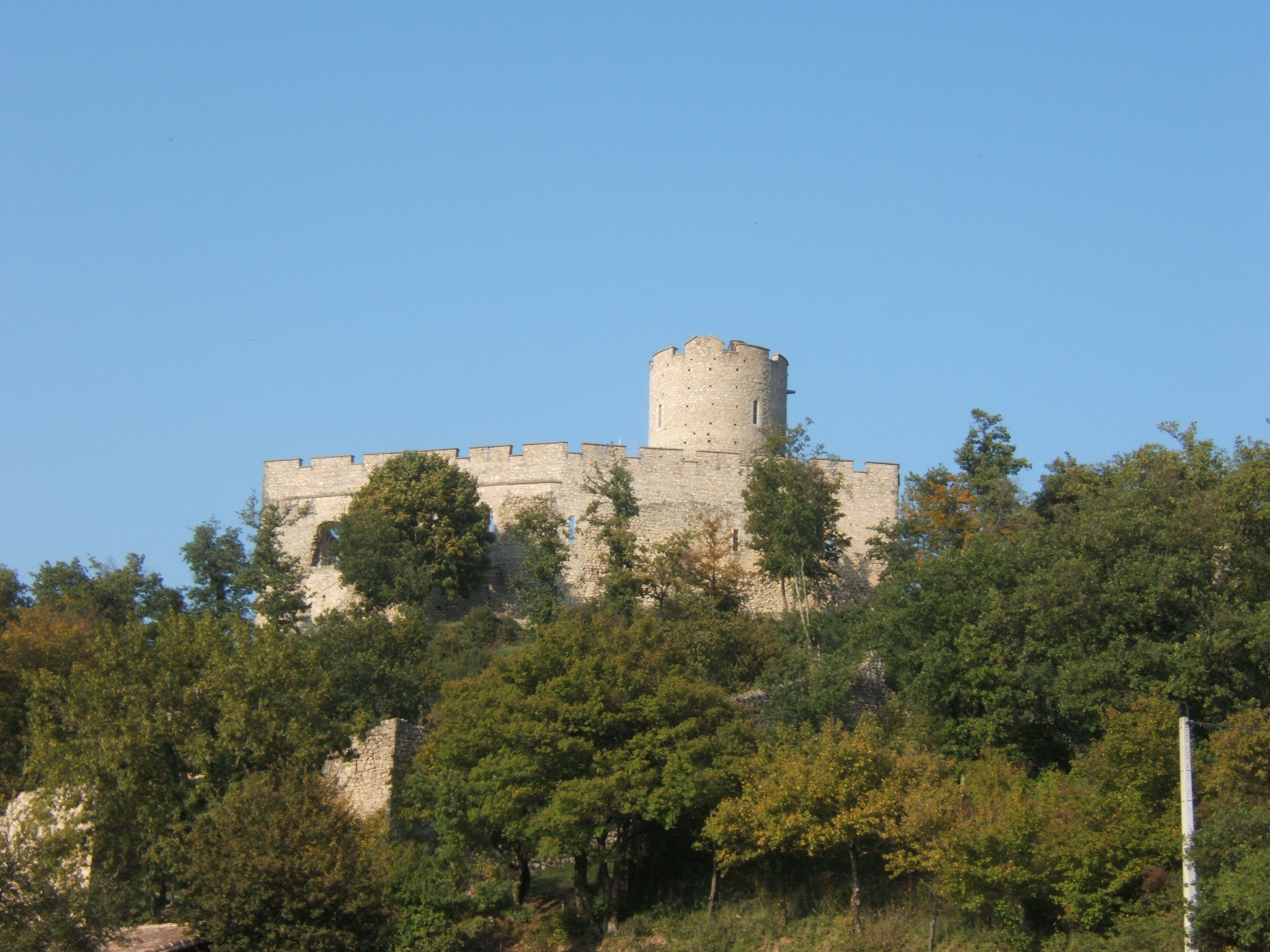
Castell de Fallavier

L'espai Natural de Fallavier, zona protegida i classificada engloba:
- El Castell de Fallavier (del S. XIII), que ofereix una panoràmica excepcional.
- La Mansió forta dels Allinges (Segle XIV).
- El caseriu de Fessy : arquitectura rural tradicional, de l'edat mitjana.
- La Sarrazinière (vestigis d'època romana).
- Els estanys de Fallavier i d'Allinges.
- Una part dels aiguamolls de la Bourbe.

## Economia

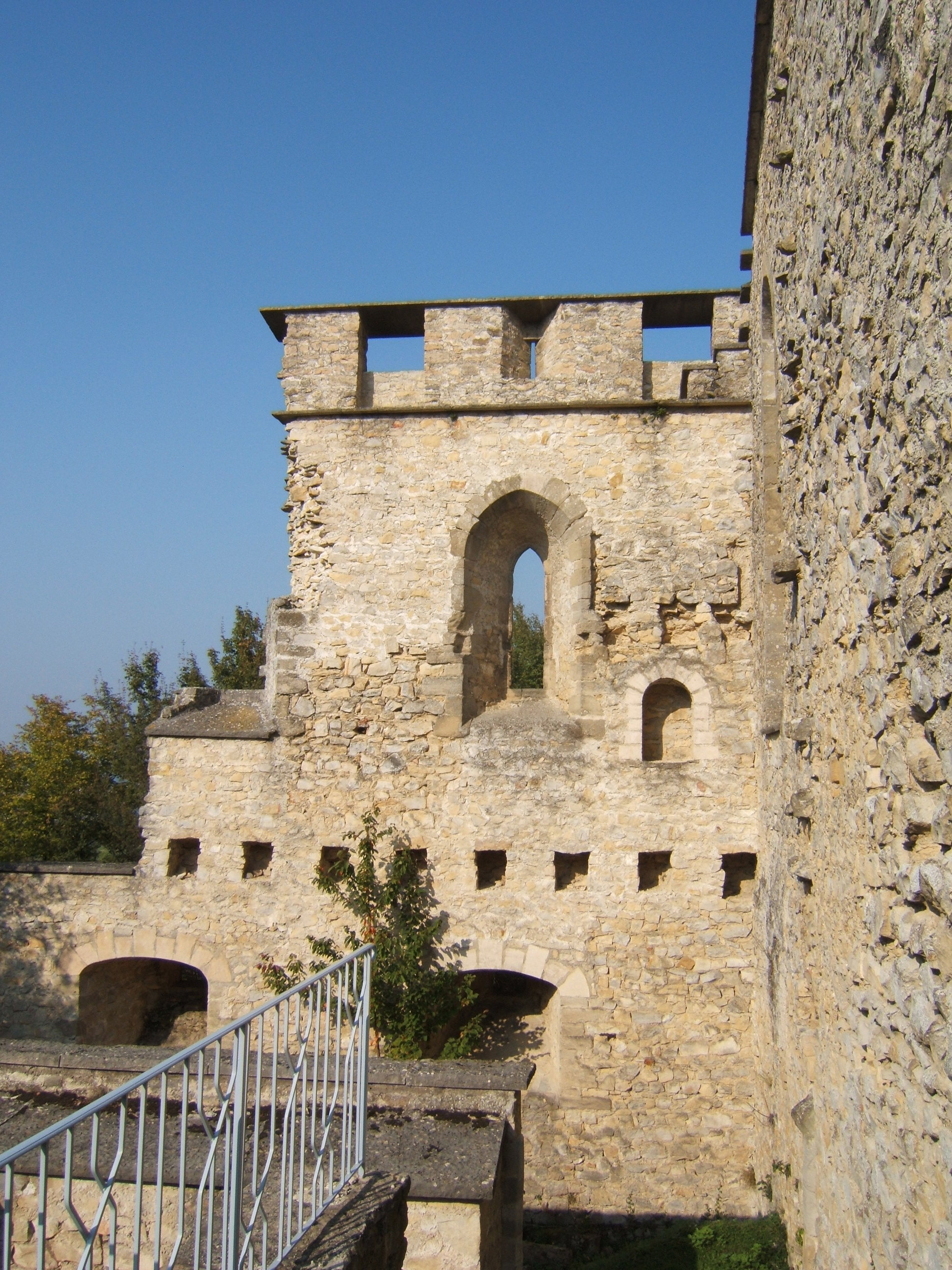
Detall del Castell de Fallavier

Saint Quentin Fallavier posseeix una plataforma industrial i logística que és considerada com de nivell internacional i que no deixa de créixer, s'estima que el seu trànsit és de 5000 vehicles pesats per dia. Això és degut al bescanviador de l'A43 en el municipi i que dona accés a Lió (nus de comunicació), la seva proximitat de l'Aeroport St. Exupery, i la línia SNCF Lió/Chambéry/Grenoble. Amb moltes ramificacions, i una futura extensió cap a Itàlia i sobretot a Torí. La seva principal activitat és la logística (1,5 milions de m2 de magatzems a inicis de 2007). La ZI compta amb 283 empreses amb un total d'11.200 persones assalariades. Principalment sobre els sectors indústria/BTP & Serveis.
La societat Martinet S.A. hi ha implantat el seu domicili social.
Altres empreses com Adecco, ARCO, BASICS FOOTWEAR EUROPE, BIZERBA, VERITAS, Chronopost, Decathlon, DHL, Ed. Socara, FedEx, Geodis, GEFCO, IKEA, Manpower, Norisko, Securitas, Valeo, Air Producs, Praxair, ... Estan a Saint Quentin Fallavier.

## Events
- 1972 - Agermanament amb la ciutat de Freigericht, a Alemanya.
- 2003 - Agermanament amb la ciutat de Gallicano nel Lazio, a la Regió del Laci, a Itàlia.

## Personalitat
- Jérémie Bréchet, jugador de futbol, francès. Fou format a l'OSQ club de futbol de Saint Quentin Fallavier.